# XIIIe siècle en science
XIIe siècle en science - XIIIe siècle - XIVe siècle en science
Chronologie de la science
Cet article concerne les événements concernant les sciences et les techniques qui se sont déroulés durant le XIIIe siècle :

## Événements
- 1199 : le gouvernail d'étambot est attesté en mer du Nord, en Flandre et en Angleterre[1]. Il est peut-être représenté vers 1180 sur des gravures des fonts baptismaux des abbayes de Winchester et de Zedelghem, puis en 1242 sur un dessin sur le commentaire latin de l'Apocalypse conservé à Breslau et sur un sceau d'Elbing figurant une cogue hanséatique à beaupré et gouvernail d'étambot[2].

- Vers 1200 : par les contacts avec les Arabes, les Normands introduisent la boussole en occident et l'utilisent en Méditerranée[3].
- 1202 : introduction des chiffres arabes en Europe avec l'ouvrage de Leonardo Fibonacci, le Liber abaci[4].
- Entre 1227 et 1262 : l'utilisation de la force hydraulique, introduite en Styrie[5], permet l'essor de l'industrie du fer en Europe (armurerie, serrurerie, ferronnerie).
- 1230 : le Liber ignium ad comburendos hostes de Marcus Graecus décrit la composition de la poudre noire, connue en Chine depuis le VIe siècle. Le franciscain anglais Roger Bacon en précise la formule en 1257 dans son ouvrage De Secretis Operibus Artis et Naturæ[6].
- 1231 : les Constitutions de Melfi, promulguées par Frédéric II pour le royaume de Sicile et complétées en 1241, réglementent la profession des apothicaires et la fabrication des médicaments[7].
- 1232 : en Chine, première utilisation de la poudre à canon comme propulseur à l’intérieur un tube guidé (fusée) à la bataille de Kai-Keng[8].
- Vers 1234-1239 : l'impression de textes bouddhiques, les Tripitaka Koreana, utilisant des caractères mobiles en bois, commence en Corée (dynastie Goryeo)[9].
- 1238 : Frédéric II prescrit un enseignement anatomique et pratique pour les médecins de l'École de médecine de Salerne. La dissection de cadavres humains est autorisée[10].
- 1240-1280 : La quenouille et le fuseau sont remplacés dans plusieurs régions d’occident par le rouet actionné au moyen d’une manivelle pour filer les textiles. En 1240, un rouet est représenté pour la première fois en Europe sur un vitrail de la cathédrale de Chartres et la première référence en est faite en Allemagne en 1280[11].

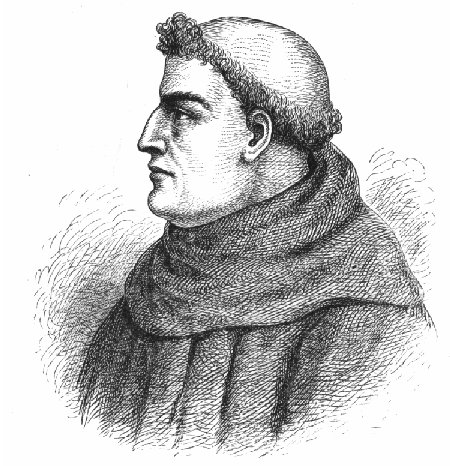
Roger Bacon enseigne à Paris (1237) et à Oxford (1347).

- 23 mai 1241 : fondation de la première pharmacie publique d'Allemagne à Trèves[12].

- 1242 :
  - découverte de la circulation sanguine par Ibn Al-Nafis[13].
  - première représentation figurée du gouvernail d'étambot sur un sceau de la ville d'Elbing en Prusse[14].
  - le moine anglais Roger Bacon décrit une formule pour fabriquer de la poudre à canon dans une lettre datée de 1242[15].
- 1243-1248 : un registre des recettes et dépenses d'Alphonse de Poitiers serait le plus anciens documents sur papier attesté en France[16].
- 1250 : le savant, philosophe et théologien allemand Albertus Magnus décrit une méthode pour produire de l'arsenic[17].
- Vers 1250 :
  - invention d’un canon primitif par les Mongols[18].
  - première représentation d'une brouette en Europe occidentale[19].
- 1251 : après avoir achevé ses études à l’université de Paris, Roger Bacon entre dans l’ordre des franciscains et s’établit à Oxford[20]. Il poursuit des études théoriques et des recherches expérimentales (alchimie, optique, astronomie).

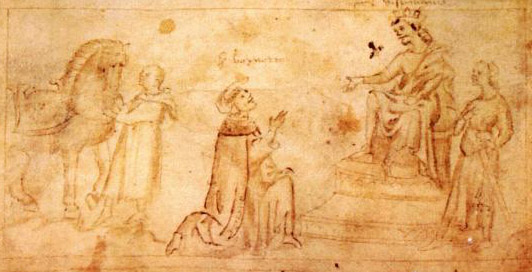
Alphonse le Sage

- 1252-1284 : règne d'Alphonse le Sage, roi humaniste avant l’heure, qui aura l’initiative de travaux divers tel les Tables alphonsines en astronomie, la traduction du Coran et de la Cabale… Il est aidé dans ses recherches par des savants juifs (Abulafia, Ben Sid, Wakkar, Samuel et Abraham Shoshan, « Don Çag » de la Maleha, Itzhak ibn Sadoq)[21].

- Vers 1260 : emploi du zéro des chiffres arabes en Italie[22].
- Après 1260 : généralisation du moulin à vent en Europe[23].
- 1267 : dans son Opus Majus, Roger Bacon discute de l'emploi de lentilles convexes pour corriger des défauts de la vue[24].
- 1268 : une école de chirurgie, le Collège de Saint-Côme est fondée à Paris sous l'égide de Jean Pitard. Elle reçoit ses statuts du roi de France en 1268[25].

- 1270 : le capitaine génois Doria aurait utilisé un portulan sur le bateau de Louis IX[26].
- 1275 : construction d'un phare à Brindisi en Italie[27].

- Vers 1280 : invention des verres oculaires taillés en Italie. Usage des lunettes en Occident[28]. Des lunettes pour presbytes sont attestées en 1286[29].
- Vers 1290 : 
  - carte dite pisane, le plus ancien portulan connu[30]. Elle reflète une solide connaissance de la Méditerranée. Les côtes de l’Atlantique européen sont beaucoup plus floues.
  - apparition du four à coupellation dans les mines d’étain du Devonshire, qui utilise les différences d’affinité des métaux pour les séparer[31].

### Explorations
- 1235-1236 : voyage de Frère Julien du royaume de Hongrie jusqu'au Tatarstan actuel, et retour.
- 1245-1248 : voyage de Jean de Plan Carpin de Lyon à Karakorum, et retour.
- 1253-1255 : voyage de Guillaume de Rubrouck, à Karakorum, et retour.
- 1271-1283 : voyage de Marco Polo, en Chine.

## Publications
- 1202 : Liber abaci du mathématicien italien Leonardo Fibonacci, un ouvrage sur l’algèbre et les chiffres arabes dont le nombre zéro qui est ainsi utilisé pour la première fois en Europe[32].
- Vers 1204-1209 : la Bible de Guiot de Provins, un poème satirique, explique comment utiliser la boussole[33].
- 1206 : Livre de la connaissance des procédés mécaniques d'Al-Jazari, qui décrit des pompes à eau, des horloges à eau, des automates et le système bielle-manivelle[34].
- Avant 1220 : Michael Scot traduit des œuvres d'Aristote de l'arabe au latin[35].
- Vers 1223 : la Semeiança del Mundo, première œuvre géographique en langue romane péninsulaire [36].
- 1225-1228 : La Lumière ou la naissance des formes, Du mouvement corporel et de la lumière (date inconnue) de Robert Grossetête.
- 1229 : réalisation dans le nord de l'Irak ou l'est de la Syrie du Dioscoride de Topkapi, un manuscrit illustré contenant le texte du De Materia Medica de Dioscoride, conservé au Palais de Topkapı.
- Vers 1230 :
  - De sphaera mundi, ouvrage de l’Anglais Jean de Holywood introduisant les éléments de base de l'astronomie.
  - Kitab al-Jami fi al-Adwiya al-Mufrada, recueil de 1 400 formules de médicaments par l'Arabe Ibn al-Baitar.
- Après 1252 : les conceptions astronomiques de Ptolémée sont révisées par le groupe de savants réunis par le roi de Castille, qui compilent les Tables alphonsines.
- 1267 : Opus majus « Œuvre principale » de Roger Bacon écrite à la demande du pape Clément IV. Il y défend la nécessité d’une réforme des sciences, à partir de nouvelles méthodes d’étude des langues et de la nature. L’Opus majus est une encyclopédie de toute la science, comprenant grammaire et logique, mathématiques, physique, recherche expérimentale et philosophie morale.
- 1269 : Pierre de Maricourt publie de Epistola de magnete, ouvrage qui perfectionne la boussole en la montant sur pivot enfermée dans une boîte transparente munie d'une graduation[37].
- Vers 1275 : publication de Chirurgica de Guillaume de Salicet, première mention de dissection au Moyen Âge[38].

## Personnages significatifs
- Ibn Nafis (1210-1288), médecin arabe.
- Albert le Grand (entre 1193 et 1206-1280), théologien allemand, zoologue, a introduit les sciences grecques et arabes dans les universités d'Occident.
- Roger Bacon (1214-1294), franciscain, philosophe et scientifique anglais.
- Marco Polo, (1254 - 1324), marchand italien, célèbre pour son voyage en Chine.
- Lanfranc de Milan (v. 1250-1306), chirurgien italien.